# Bartholinitis
Bartholinitis, adenitis prothalamia of prothalamadenitis is een ontsteking van het afvoerkanaal van de klier van Bartholin.  De klier zelf is meestal niet aangedaan.
De ontstane cyste wordt behandeld door deze te openen en open te laten met hechtingen (marsupialisatie).